# Vulgichneumon taiwanensis
Vulgichneumon taiwanensis là một loài tò vò trong họ Ichneumonidae.